# Núcleos atómicos pares e impares
| Física nuclear • Núcleo • Nucleones (p, n) • Materia nuclear • Fuerza nuclear • Estructura nuclear • Procesos nucleares |

En física nuclear, las propiedades de un núcleo dependen de las paridades (par o impar) de su número atómico Z (su número de protones), de su número neutrónico N y, en consecuencia, de su suma, el número másico A. Lo más importante es que la imparidad tanto de Z como de N tiende a reducir la energía de enlace nuclear, lo que hace que los núcleos impares sean generalmente menos estables. Este efecto no solo se observa experimentalmente, sino que se incluye en la fórmula semiempírica de masas y es explicado por algunos otros modelos del núcleo, como el modelo de capas nuclear. Esta diferencia de energía de enlace nuclear entre núcleos vecinos, especialmente de núcleos isóbaros de A impar, tiene consecuencias importantes para la desintegración beta.
El espín nuclear es cero para núcleos de Z par, de N par, entero para todos los núcleos de A par y semi entero impar para todos los núcleos de A impar.
|                    | Par | Impar | Total |
| ------------------ | --- | ----- | ----- |
| Estable            | 150 | 101   | 251   |
| De vida larga      | 26  | 9     | 35    |
| Todos primordiales | 176 | 110   | 286   |

La relación neutrones-protones no es el único factor que afecta a la estabilidad nuclear. Agregar neutrones a isótopos puede variar sus espines y formas nucleares, provocando diferencias en las propiedades de la sección eficaz de captura neutrónica, la espectroscopía gamma y la resonancia magnética nuclear. Si hay demasiados o muy pocos neutrones con respecto al óptimo de energía de enlace nuclear, el núcleo se vuelve inestable y sujeto a ciertos tipos de radiactividad. Los nucleidos inestables con un número no óptimo de neutrones o protones se desintegran mediante desintegración beta (incluida la desintegración de positrones), captura electrónica u otros procesos, como la fisión espontánea y el decaimiento de agregados.

## Número de masa par
Los nucleidos con número de masa par, que comprenden 150/251=~60% de todos los nucleidos estables, son bosónicos, es decir, tienen espín entero. 145 de los 150 son nucleidos de protones pares y neutrones pares (EE), que necesariamente tienen espín 0 debido al emparejamiento. El resto de los nucleidos bosónicos estables son cinco nucleidos estables de protones impares y neutrones impares (2
1H, 6
3Li, 10
5B, 14
7N y 180m
73Ta), todos con un espín entero distinto de cero.

### Efectos de emparejamiento
| p,n                                             | EE  | OO | EO | OE | Total |
| ----------------------------------------------- | --- | -- | -- | -- | ----- |
| Estable                                         | 145 | 5  | 53 | 48 | 251   |
| Vida larga                                      | 22  | 4  | 4  | 5  | 35    |
| Todos primordiales                              | 167 | 9  | 57 | 53 | 286   |
| * NOTA: E par (de "even") // O impar (de "odd") |     |    |    |    |       |

La desintegración beta de un núcleo impar-impar produce un núcleo impar-impar y viceversa. Los números pares de protones o de neutrones son más estables (por su energía de unión más alta) debido a los efectos de paridad, por lo que los núcleos pares-pares son mucho más estables que los impares-impares. Un efecto es que hay pocos nucleidos impar-impar estables, pero otro efecto es evitar la desintegración beta de muchos núcleos par-par en otro núcleo par-par del mismo número másico pero de menor energía, porque la desintegración avanza paso a paso. Tendría que pasar a través de un núcleo impar de mayor energía. La doble desintegración beta directamente de par-par a par-par que permite omitir un nucleido impar-impar, solo es posible ocasionalmente, e incluso entonces con una semivida mayor que mil millones de veces la edad del universo. Por ejemplo, el emisor doble beta 116Cadmio tiene una vida media de 2,9×1019 años. Esto genera un mayor número de nucleidos pares estables, donde algunos números de masa atómica tienen dos nucleidos estables y algunos elementos (según sus números atómicos) tienen tantos como siete.
Por ejemplo, la extrema estabilidad del helio-4 debido a un doble emparejamiento de dos protones y dos neutrones impide que cualquier nucleido que contenga cinco u ocho nucleones exista durante el tiempo suficiente como para servir como plataforma para la acumulación de elementos más pesados a través de la fusión nuclear en nucleosíntesis primordial. Solo en las estrellas se dan las condiciones necesarias el tiempo suficiente para que se pueda completar el proceso (véase proceso triple-alfa). Esta es también la razón por la que el 8
4Be se descompone tan rápidamente en dos partículas alfa, lo que convierte al berilio en el único elemento par que es monoisotópico.

### Número par de protones y de neutrones
Hay 145 nucleidos pares estables, que forman el ~58% de los 251 nucleidos estables. También hay 22 nucleidos par-par primordiales de vida larga. Como resultado, muchos de los 41 elementos pares del 2 al 82 tienen distintos isótopos primordiales. La mitad de estos elementos pares tienen seis o más isótopos estables. El isótopo par estable más ligero es el 4
2He, y el más pesado es el 208
82Pb, que también son los nucleidos dóblemente mágicos más ligero y pesado que se conocen. El 208
82Pb es el producto final de la desintegración del 232
90Th, un radionucleido primordial con un número par de protones y neutrones. El 238
92U es otro radionucleido primordial notable, con una vida media de 4.468 millones de años, que produce casi la mitad de todo el calor radiactivo en el interior de la Tierra.
Todos los nucleidos pares tienen espín 0 en su estado fundamental, debido al principio de exclusión de Pauli (consúltese efectos de pareado para obtener más detalles).

### Número impar de protones y de neutrones
Sólo cinco nucleidos estables contienen tanto un número impar de protones como un número impar de neutrones. Los primeros cuatro nucleidos "impar-impar" se producen a partir de átomos de baja masa, en los que cambiar un protón por un neutrón o viceversa conduciría a una relación protón-neutrón muy desequilibrada (2
1H, 6
3Li, 10
5B y 14
7N; espines 1, 1, 3, 1). Los cuatro isótopos tienen la misma cantidad de protones y de neutrones, y todos tienen un número impar de su espín nuclear. El único otro nucleido impar-impar "estable" observacionalmente es el 180m
73Ta (espín 9), el único isómero nuclear primordial, que aún no se ha observado que se desintegre a pesar de los intentos experimentales. Además, cuatro nucleidos impares radiactivos de larga vida (40
19K, el radioisótopo más común en el cuerpo humano, 50
23V,138
57La,176
71Lu con espines 4, 6, 5 y 7 respectivamente) se producen de forma natural. Como en el caso de la desintegración del 180m
73Ta de nucleidos de alto espín por desintegración beta (incluida captura electrónica), rayos gamma o conversión interna se inhibe en gran medida si la única desintegración posible entre nucleidos isóbaros (o en el caso del 180m
73Ta entre isómeros nucleares del mismo nucleido) implica múltiplos altos de un cambio de espín de 1 unidad, el cambio de espín "preferido" que se asocia con un rápido decaimiento. Esta inhibición de la desintegración por alto espín es la causa de los cinco nucleidos pesados, estables o de larga vida con números de protones y de neutrones impares discutidos anteriormente. Como ejemplo de este efecto en el que se resta el efecto de espín, el tantalio-180, el extraño producto de desintegración (teórica) de bajo espín del tantalio-180m primordial, tiene en sí mismo una vida media de solo unas once horas.
Se conocen muchos radionucleidos extraños (como el tantalio-180) con vidas medias comparativamente cortas. Casi invariablemente, estos se desintegran mediante desintegración beta positiva o negativa, para producir isótopos pares estables que tienen números de protones y de neutrones pares. En algunos radionucleidos impares donde la proporción de protones a neutrones no es ni excesivamente grande ni excesivamente pequeña (es decir, que caen demasiado lejos de la proporción de estabilidad máxima), esta desintegración puede ocurrir en cualquier dirección, convirtiendo un protón en un neutrón, o viceversa. Un ejemplo es el 64
29Cu, que puede desintegrarse mediante emisión de positrones a 64
28Ni o mediante emisión de electrones a 64
30Zn.
De los nueve nucleidos impares primordiales (cinco estables y cuatro radiactivos con vidas medias largas), solo el 14
7N es el isótopo más común de un elemento común. Este es el caso porque la captura de protones en el 14
7N es el paso limitante de la velocidad del ciclo CNO-I. Los nucleidos 6
3Li y 10
5B son isótopos minoritarios de elementos que en sí mismos son raros en comparación con otros elementos ligeros, mientras que los otros seis isótopos constituyen solo un pequeño porcentaje de la abundancia natural de sus elementos. Por ejemplo, se cree que el 180m
73Ta es el más raro de los 251 isótopos estables.
Ninguno de los nucleidos impares primordiales (es decir, estables o casi estables) tiene espín 0 en su estado fundamental. Esto se debe a que el único neutrón desapareado y el protón desapareado tienen una mayor atracción de la fuerza nuclear entre ambos si sus espines están alineados (produciendo un espín total de al menos 1 unidad), en lugar de antialineados. Consúltese el artículo dedicado al deuterio para conocer el caso más simple de este comportamiento nuclear.

## Número de masa impar
Para un número de masa impar dado, hay exactamente un nucleido beta estable. No hay una diferencia en la energía de enlace entre par-impar e impar-par comparable a la que existe entre par-par e impar-impar, dejando otros nucleidos del mismo número de masa (isóbaros) libres para iniciar un proceso de desintegración beta hacia el nucleido de menor masa. Para números de masa de 147, 151 y 209+, se ha observado que el isóbaro beta estable de ese número de masa sufre desintegración alfa (en teoría, los números de masa 143 a 155, 160 a 162 y 165+ también pueden experimentar desintegración alfa). Esto da un total de 101 nucleidos estables con números de masa impares. Hay otros nueve nucleidos primordiales radiactivos (que, por definición, tienen vidas medias relativamente largas, superiores a 80 millones de años) con números de masa impares.
Los nucleidos con números de masa impares son fermiones, es decir, tienen espines semienteros. En términos generales, dado que los nucleidos con números de masa impar siempre tienen un número par de neutrones o protones, las partículas pares suelen formar parte de un núcleo en el propio núcleo atómico con un espín cero. El nucleón desapareado con el número impar (ya sea protón o neutrón) es entonces responsable del espín nuclear, que es la suma del momento angular orbital y el momento angular de espín del nucleón restante. En total, 29 de los 110 nucleidos primordiales de masa impar tienen espín 1/2, 30 tienen espín 3/2, 24 tienen espín 5/2, 17 tienen espín 7/2 y nueve tienen espín 9/2.
Los nucleidos estables con número de masa impar se dividen (más o menos uniformemente) en nucleidos de protones impares-neutrones pares; y de neutrones impares-protones pares, que se analizan con más detalle a continuación.

### Protones impares, neutrones pares
Estos 48 nucleidos estables, estabilizados por su número par de neutrones, forman la mayoría de los isótopos estables de los elementos impares. Los escasos nucleidos impares comprenden a los demás. Hay 41 elementos impares con Z = 1 a 81, de los cuales 30 (incluido el hidrógeno, considerando que cero es un número par) tienen un isótopo par impar estable, los elementos tecnecio (
43Tc) y prometio (
61Pm) no tienen isótopos estables; mientras que nueve elementos: cloro (
17Cl),
potasio (
19K),
cobre (
29Cu),
galio (
31Ga),
bromo (
35Br),
plata (
47Ag),
antimonio (
51Sb),
iridio (
77Ir) y talio (
81Tl) tienen dos isótopos estables pares e impares cada uno. Esto hace un total de 30 × 1 + 9 × 2 = 48 isótopos pares e impares estables. El ejemplo más ligero de este tipo de nucleido es el 1
1H (protio) considerando que cero es un número par, mientras que el ejemplo más pesado es el 205
81Tl. También hay cinco isótopos radiactivos pares e impares primordiales de larga vida, 87
37Rb, 115
49In, 187
75Re, 151
63Eu, y 209
83Bi. Recientemente se descubrió que los dos últimos sufrían desintegración alfa, con vidas medias superiores a 1018 años.

### Protón par, neutrón impar
|          | Decaimiento | Semivida    |
| -------- | ----------- | ----------- |
| 113 48Cd | Beta        | 7.7×1015 a  |
| 147 62Sm | Alfa        | 1.06×1011 a |
| 235 92U  | Alfa        | 7.04×108 a  |

Estos 53 nucleidos estables tienen un número par de protones y un número impar de neutrones. Por definición, todos son isótopos de elementos con Z par, donde son una minoría en comparación con los isótopos pares, que son aproximadamente 3 veces más numerosos. Entre los 41 elementos de Z par que tienen un nucleido estable, solo dos (argón y cerio) no tienen nucleidos estables pares o impares. Un elemento (estaño) tiene tres. Hay 24 elementos que tienen un nucleido par-impar y 13 que tienen dos nucleidos par-impar. El ejemplo más ligero de este tipo de nucleido es el 3
2He y el más pesado es el 207
82Pb.
De los 34 radionucleidos primordiales, existen tres nucleidos pares e impares (véase la tabla de la derecha), incluido el isótopo fisible 235
92U. Debido a sus números impares de neutrones, los nucleidos pares e impares tienden a tener secciones transversales de captura neutrónica grandes, debido a la energía que resulta de los efectos del emparejamiento de neutrones.
Estos nucleidos estables de protones pares y neutrones impares tienden a ser poco comunes por su abundancia en la naturaleza, generalmente porque para formarse y contribuir a la abundancia primordial, deben haber escapado de la captura de neutrones para formar otros isótopos pares-pares estables, tanto durante el proceso S y el proceso R de captura de neutrones, durante la nucleosíntesis en las estrellas. Por esta razón, solo el 195
78Pt y el 9
4Be son los isótopos más abundantes naturalmente de su elemento, el primero solo por un pequeño margen, y el segundo solo porque el berilio-8 esperado tiene una energía de unión menor que dos partículas alfa y, por lo tanto, experimenta desintegración alfa de manera inmediata.

## Número impar de neutrones
| N                  | Par | Impar |
| ------------------ | --- | ----- |
| Estable            | 193 | 58    |
| De vida larga      | 27  | 8     |
| Todos primordiales | 220 | 66    |

Los actínidos con números de neutrones impares generalmente son isótopos fisibles (con neutrones térmicos), mientras que aquellos con números de neutrones pares generalmente no lo son, aunque son fisibles con neutrones rápidos.
Solo el 9
4Be, el 14
7N y el 195
78Pt tienen un número de neutrones impar y son el isótopo más abundante naturalmente de su elemento.